# Mind Reflections
Mind Reflections — официальный альбом-компиляция лучших студийных и «живых» композиций нидерландской дэт-метал группы Pestilence, изданный лейблом Roadrunner Records в 1994 году, уже после того, как коллектив прекратил совместную деятельность. В 2006 году лейбл Metal Mind Productions переиздал этот сборник тиражом 2000 копий, добавив на диск видео на композицию «Mind Reflections».

## Список композиций
1. «Out of the Body» — 4:40
2. «Twisted Truth» — 4:04
3. «The Process of Suffocation» — 2:41
4. «Parricide» — 3:49
5. «Mind Reflections» — 3:22
6. «Dehydrated» — 3:09
7. «Land of Tears» — 4:48
8. «Hatred Within» — 6:47
9. «The Secrecies of Horror» — 4:56
10. «Subordinate to the Domination» — 4:18
11. «Dehydrated» (live) — 3:31
12. «Chemotherapy» (live) — 4:27
13. «Presence of the Dead» (live) — 5:54
14. «Testimony» (live) — 4:30
15. «Chronic Infection» (live) — 3:58
16. «Out of the Body» (live) — 5:09

Трек «Hatred Within» ранее выходил только на изданном лейблом Roadrunner Records в 1988 году сборнике Teutonic Invasion — Part II.

Треки 11-16 записаны 7 июня 1992 года во время проводившегося в Эйндховене фестиваля Dynamo Open Air.

## Участники записи
- Патрик Мамели — вокал (треки 2, 7, 9, 11-16), гитара
- Патрик Утервик — гитара (1-3, 6, 7, 9, 11-16)
- Мартин Ван Друнен — вокал/бас (1, 3, 4, 6, 8, 10)
- Тони Чой — бас (2, 7, 9, 11-16)
- Рэнди Мейнхард — гитара (4, 8, 10)
- Кент Смит — клавиши (2, 7, 9)
- Марко Фоддис — барабаны